# Nizinne
Nizinne – osada w Polsce położona w województwie zachodniopomorskim, w powiecie szczecineckim, w gminie Szczecinek. Miejscowość wchodzi w skład sołectwa Dalęcino.
Ok. 1,3 km na południe znajduje się wzniesienie Polska Góra, a na północ jezioro Wielatowo.